# Floridatragulinae
Floridatragulinae — вимерла підродина ссавців з родини верблюдових (Camelidae). Підродина містить такі роди: Aguascalientia, Floridatragulus, Stevenscamelus. Скам'янілості виявлено в Панамі, Мексиці та США (Флорида, Небраска, Техас, Орегон) — всього 15 колекцій.